# F.E.A.R.
F.E.A.R. First Encounter Assault Recon — відеогра 2005 року, шутер від першої особи з елементами survival horror. Розроблена Monolith Productions, та видана Vivendi Universal Games і Warner Bros. Interactive Entertainment 17 жовтня 2005 року. Портована на платформи PlayStation 3 та Xbox 360 студією Day 1 Studios.
Назва походить від вигаданого секретного підрозділу Збройних сил США для боротьби з паранормальними загрозами F.E.A.R. (First Encounter Assault Recon, англ. Штурмовий підрозділ першого контакту). Головним героєм є новий співробітник цього підрозділу, викликаний для проведення свого першого бойового завдання.

## Атмосфера
Основні антагоністи гри — Пакстон Феттел та Альма, мають «нелюдський» образ. Пакстон Феттел — канібал, його одяг і обличчя завжди забруднені кров'ю, а гравець, замість того, щоб особисто зустрітися з ним, часто бачить тільки його «образ» — при дотику до нього або пострілі, Феттел розчиняється у повітрі. Зовнішній вигляд іншого антагоніста — Альми, має спільні риси з канонічним образом японського духу відплати онре — дівчина з чорними волоссям, що приховує бліде обличчя. Альма постає перед гравцем у двох образах — маленька дівчинка в червоній сукні, нездатна нашкодити особисто протагоністу, і оголена худа дівчина з довгим волоссям, здатна вбити головного героя одним дотиком. Іноді образу дорослої Альми надається велика «нелюдськість» — наприклад, кілька разів вона з'являється з темряви і повзе до протагоніста рачки з величезною швидкістю.
Велика частина персонажів, загиблих під час гри, вмирають неприродним чином — від солдатів загону «Дельта» залишаються лише кістяки і калюжі крові, а співробітників «Армахем Технолоджі» буквально поїдає Пакстон Феттел.
Гравець дуже рідко зустрічається з нейтральними персонажами — значну частину інформації він дізнається з файлів з ноутбуків і записів автовідповідачів. Періодично протагоніст потрапляє в «потойбічні світи», які так чи інакше несуть відсилання до хворобливих спогадів Альми, де його атакують примари — левітуючи поранені тіла з відірваними ногами.

## Ігровий процес
Вся гра відбувається від першої особи і камера ніколи не показує гравця з боку. Усі події в грі взаємопов'язані лінійним сюжетом, але є тимчасові інтервали між епізодами. Більша частина сюжету проходить в коридорах та закритих приміщеннях. Лише в деяких локаціях дія відбувається на відкритому просторі. Закриті приміщення зазвичай являють собою систему кімнат, пов'язаних між собою. Це дає гравцю можливість нападати на ворога з різних сторін, але такою ж тактикою ведення бою може скористатися і ворог.
Гра складається з 11 епізодів з епілогом.

### Керування гравцем
У гравця є можливість використовувати уповільнення часу (slow motion) — імітація стану підвищеного рівня адреналіну в крові, яке може наставати у людини, коли вона потрапляє в загрозливу для життя ситуацію, і в силу вступають захисні механізми. Недовго перебуваючи в такому стані, можна побачити сліди куль, що летять, рухатися швидше (подібно до того, як це виконано в грі Max Payne) і отримати за рахунок цього перевагу в бою. Для тривалішого перебування у цьому стані можна використовувати шприци зі спеціальним препаратом, які можна знайти по ходу гри. Коли у протагоніста починаються галюцинації або видіння, рівень адреналіну в крові головного героя збільшується мимоволі і він перебуває в такому стані до тих пір поки не закінчаться видіння.
Примітно, що в грі не можна ні побачити відображення імені головного героя, ні почути жодної репліки протагоніста (в особливо напружених ситуаціях можна чути його подих, в галюцинаціях чути биття серця) — тут має місце ідея про зв'язок гравця з ігровим світом, подібно до того, як це виконано в серії ігор Half-Life. На перших рівнях гри нечітке відображення героя можна побачити в калюжі. Також під час проходження по «кривавому коридору» Альми можна побачити відображення в крові на стелі. У доповненні F.E.A.R. Extraction Point, яке продовжує сюжет гри ця ідея також підтримується — дзеркала в грі більше нагадують алюмінієві пластини, в яких можна розпізнати силует героя і деякі деталі, такі як зброя, але обличчя там не проглядається і видно лише його обриси.

### Супротивники
Вороги в грі наділені всіма можливостями гравця: здатні кидати гранати, стріляти з-за укриттів, перезаряджати зброю (попередньо сховавшись), в ближньому бою переходять у рукопашний бій, спілкуються між собою. Все це створює ефект надзвичайно складного штучного інтелекту, пізніше була проведена конференція, на якій були розкриті секрети AI.

### Озброєння і боєприпаси
Гравцеві на початку кожного рівня (епізоду) дається або зберігається з попередніх рівнів (епізодів) певне озброєння. Зброю та боєприпаси можна знайти по ходу гри. У більшості випадків вороги застосовують той самий вид озброєння, що й герой. Можна відбирати зброю у супротивника, попередньо убивши його.
Всього з собою дозволяється носити лише три різні види зброї, не рахуючи гранат і мін. Крім того, можна використовувати прийоми рукопашного бою: удар прикладом зброї, підсікання і удар ногою в стрибку.

### Вогнепальна зброя
- Пістолет AT-14 — зовнішній вигляд цієї зброї нагадує HK USP в базовій модифікації. Має високу точність, забійну та бронебійну дію. Існує можливість знайти другий пістолет і стріляти з двох пістолетів одночасно.
- Пістолет-кулемет RPL — аналог HK MP5 з магазином на 50 патронів. Низька точність і сильний відбій компенсується високою скорострільністю.
- Штурмова гвинтівка G2A2 — штурмова гвинтівка, оснащена магазином на 45 патронів. Має досить високу вогневу міць. Заснована на HK SL8 і HK G36. На відміну від останньої, G2A2 забезпечена шнековим магазином і веде стрілянину короткими чергами. Має високий відбій.
- Гвинтівка ASP — ця гвинтівка забезпечена оптичним прицілом і вогонь ведеться короткими чергами по три постріли. Є аналогом Tavor TAR-21.
- Бойовий дробовик VK-12 — є аналогом дробовика SPAS-12. Розрахований на 12 патронів. Має велику вогневу міць, але ефективність значно знижується при веденні бою на відстані.
- Важкий 10 мм перфоратор — оригінальна зброя, що використовує загострені металеві стрижні зі збідненого урану для ведення вогню. Має надзвичайно високу точністю, але відносно низьку скорострільністю. Завдяки своїй точності, вбивчій силі і пневматичній системі для ведення вогню відмінно підходить для безшумних атак з укриття.
- Прототип-7 — енергетична зброя, що має високу точність. При пострілі випускає бузковий промінь, що при зіткненні з живою істотою спалює всю плоть. У результаті, від того, хто був убитий за допомогою «прототипу-7», залишається один лише обгорілий кістяк. Ця зброя оснащена оптичним прицілом підвищеної кратності і далекоміром.
- Ракетна установка MOD-3 — вогонь ведеться за допомогою потужних ракет, що мають високу точність і дальністюь польоту. За одне натискання гашетки зі ствола вириваються відразу три снаряди. Однак, якщо у пятнадцятизарядному магазині цієї зброї знаходяться одна або дві ракети, можна використовувати їх з тим же ефектом.
- Автоматична гармата MP-50 — скорострільна зброя з розривними патронами, що детонують при контакті. Пряме попадання розриває людину на частини, однак ведення вогню на близькій відстані небезпечне для стрільця.

#### Метальна зброя
У світі F.E.A.R. присутні три види метальної зброї:
- Гранати — звичайна оборонна граната з великим радіусом ураження ударною хвилею. Детонує через три секунди після кидка або при зіткненні з противником. Кинуту гранату можна підірвати точним пострілом з будь-якої зброї;
- Міни — призначені для влаштування пасток, але можуть бути використані при відступі або нападі. Підстрибує на висоту людського зросту і детонує, якщо в зону дії міни потрапляє супротивник. Ворожа міна може бути знищена одним влучним пострілом з будь-якої зброї;
- Радіокерована міна — дану міну можна встановити на будь-яку тверду поверхню: стіни, стелі тощо. Після встановлення може бути підірвана за допомогою детонатора, причому за одне натискання детонують всі міни. Якщо людина, яка встановила ці міни, гине, вони детонують.

### Амуніція
По ходу гри на шляху гравця розкидані бронежилети, шприци, що дозволяють збільшити максимальний запас здоров'я або швидкість реакції (можливість уповільнення часу в грі), і аптечки (взяти з собою можна до десяти штук).

## Сюжет

### Передісторія подій
По ходу самої гри з прослуханих телефонних розмов і підказок координатора гравець дізнається подробиці подій, пов'язаних з сюжетом.
У бонусному відеоролику режисерської версії гри показано початок досліджень здібностей Альми Уейд, дочки Харлана Уейда. Тоді Альмі було вісім років. Негативний вплив на вчених змусив перевезти об'єкт дослідження в «Саркофаг» (1987 рік — як зазначено в сіквелі FEAR 2: Project Origin). Дослідження телепатії продовжувалися до тих пір, поки Харлан Уейд не додумався штучно запліднити Альму, використовуючи її ДНК, щоб отримати менш небезпечного телепата для досліджень.
У віці 15-ти років Альма Уейд народила «перший прототип». Через рік після цього — народився Пакстон Феттел — «другий прототип». У неї відібрали дітей, не давши навіть потримати в руках, і швидко відправили у Саркофаг. Незабаром після цього, побоюючись розлюченої матері, яка, навіть лежачи в штучній комі, була вкрай небезпечна, керівництво проєкту вирішило позбутися Альми, втопивши її усередині установки. Піддослідна кричала, поки розчин не заповнив її легені, і вмирала шість днів …
У віці десяти років Феттел збожеволів після телепатичної «синхронізації» з матір'ю і жорстоко вбив вчених. Доступ до «саркофагу» після цього закрили і виставили захист від телепатичних сил Альми потужними електромагнітними полями, які одночасно стримують її всередині установки, а Феттеля помістили під варту. Однак, в Оберні у населення почалися проблеми зі здоров'ям, і з невідомих причин зіпсувалясь якість питної води.
Секретні роботи з проєкту «Джерело» тривали близько 25-ти років. Женев'єва Арістід, новий президент «Армахем Технолоджі», щоб продемонструвати своє службове завзяття, нахабно ігнорувала попередження фахівців (у тому числі і Харлана Уейда) і відправила групу вчених на секретний об'єкт в Оберн, щоб розконсервувати «Саркофаг», але всі вони загинули з невідомих причин, а система відеоспостереження, що вийшла з ладу, нічого пояснити не могла. Одночасно Феттел, знову потрапивши під телепатичний контроль матері, яку, мабуть, розбудив візит розвідгрупи, втік з камери ув'язнення і взяв під контроль армію солдатів-клонів, після чого і починаються події самої гри.

### Події в грі
2025. Гра починається з дзвінка сенатору. Жіночий голос доповідає про проблеми з «Джерелом»: «Бунт. Феттел перехопив управління прототипами». «Армахем Технолоджі» — розробник озброєння, розпочало військову програму: армія солдатів-клонів, підпорядкованих командирові, який керує ними за допомогою телепатії. Пакстон Феттел завдяки своїм телепатичним здібностям бере під контроль батальйон солдатів-клонів.
Знайти Феттеля виявилося легко — в його голову вживлений датчик, який видає його місце розташування.
З самого початку гри починає відбуватися щось дивне: у героя, який нічого не пам'ятає про своє минуле, з'являються видіння і галюцинації. Він бачить чиїсь спогади. Несподівана і неприємна зустріч з Феттелем доводить, що спогади телепатував він, тільки він і сам не знає, чиї вони — «… мої чи її …». Феттелю вдається втекти, і герой прямує з елітним загоном Дельта Форс в порт — наступний пункт, де виявлено сигнал датчика Феттеля, з метою провести розвідку і за можливості усунути самого Феттеля. Як тільки герой на кілька секунд залишає загін, на бійців нападає невідомий противник. Гравець виявляє лише кістяки в калюжі крові — все, що залишилося від спецназу. Пізніше з'ясовується, що друга розвідгрупа під командуванням іншого оперативника FEAR Спенсера Янковського загинула точно так само. Причому останки самого Янковського виявити не вдається, сигнал його особистого передавача періодично з'являється поблизу від оперативників та Феттеля, а привид Спенсера — весь у крові, з виколотими очима і мертво-землистого кольору шкірою — часто являється своєму колишньму напарнику і розмовляє з ним.
Прикриваючись солдатами-клонами, Феттелю вдалося сховатися від оперативників в порту. Переслідуючи його, герой потрапляє в офіс компанії «Армахем Технолоджі», куди охорона не бажає його пускати. У «Армахемі» він по крупинках збирає інформацію про секретні проєкти корпорації і звільняє взяту в заручники Еліс Уейд — дочку вченого Харлана Уейда, який проводив експеримент з армією клонів, яка після того, як клони збили вертоліт евакуації, який не встиг навіть приземлитися, втікає і їде на машині в «Саркофаг» до свого батька. Пізніше з'ясовується, що програміст і охорона «Армахем Технолоджі» намагаються знищити всі докази проведення проєкту, але за вцілілими залишкам інформації вдається дізнатися, що в експерименті спочатку брала участь дівчинка з екстрасенсорними здібностями на ім'я Альма, але керівнику проєкту була потрібна не просто людина-телепат, а народжена від неї. Цією дитиною став Пакстон Феттел. Мати і сина безжально розлучили. Дівчину помістили в «Саркофаг» і тримали там декілька десятків років. Коли Феттелю було 10 років, мати з «Саркофага» взяла його під контроль за допомогою телепатії (подія, яка отримала назву «синхронізація»), і він убив двох охоронців і поранив ще кілька людей; проєкт прикрили, але дослідження в «Армахем Технолоджі» тривали.
Вчений Харлан Уейд, глибоко шкодуючи про те, що він зробив десятки років тому, і, мабуть, потрапивши під телепатичний вплив Альми, відкрив «Саркофаг», щоб звільнити Альму. Як тільки він зробив це, вона вбиває його і викликає дивних істот з потойбічного світу, які намагаються вбити героя.
Герой застає Феттеля, що пожирає дочку вченого Еліс, потім переноситься в потойбічний світ, в якому Феттел говорить про те, що Альма його мати теж і тому її потрібно звільнити. Після цього Феттель постає перед оперативником, який сидів у тій самій кімнаті, де на самому початку гри Альма підпорядкувала його собі, і з цікавістю дивиться на старшого брата, який, виконуючи обов'язок, вбиває його. Клони дійсно перестають чинити опір, але Альма тепер на волі. Щоб позбавити світ від її помсти, потрібно знищити «Саркофаг», пошкодивши систему запобіжників реактора. Альма нападає на героя в останній раз. Відбудеться вибух колосальної сили, тому з головний герой тікає з бункера. Герой, відбиваючись від рою викликаних Альмой примар, вибирається з Саркофага, і вже на виході стикається віч-на-віч з Альмою і згадує своє народження. Зі словами«Мій син … Я знаю, хто ти …» Альма залишає протагоніста. Він дивом рятується, і після вибуху його підбирає вертоліт з Джин Сун-Квон і Дугласом Холідеєм. Під час обльоту місця вибуху вертоліт злегка трясе, після чого на бот раптово потрапляє Альма, відключається двигун і на цьому гра закінчується.
Після показується телефонний дзвінок Женев'єви Арістід невідомому сенатору, в якому вона говорить, що секретна база з виробництва клонів знищена, але є і хороша новина: Перший Прототип був успішний. І, як герой згадав до самого кінця гри, він і є цем самим прототипом.

## Великодні яйця
У грі присутні різні пасхальні яйця, серед яких є відсилання до двох інших ігор від Monolith:
- По радіо після одного з випусків новин транслюють музичну тему з Shogo: Mobile Armor Division;
- Ближче до кінця гри в зруйнованому будинку можна знайти жовту табличку на стіні з написом Condemned (рос. засуджений, в значенні «будівля підлягає знесенню»), як відсилання до гри Condemned: Criminal Origins, дія якої розгортається переважно в зруйнованих і покинутих будівлях. Показово, що Condemned вийшла майже через місяць після виходу FEAR

Крім того, в грі можна знайти інші пасхальні яйця:
- Червоний степлер — можливо, як відсилання до фільму Офісний простір.
- Кілька разів по радіо надходять повідомлення від такого собі А. Шепарда, координатора групи спецназу Дельта. Можливо, це відсилання до персонажа комп'ютерної гри Half-Life: Opposing Force Адріану Шепард.
- На деяких рівнях гри можна знайти журнал, на обкладинці якої написано «Event Horizon Found!». Це відсилання до фільму Крізь горизонт.
- Також на останніх рівнях можна знайти постер де написано «Project Origin» (в єдиному екземплярі).
- Ближче до кінця гри біля кімнати з несправною трубою і двома мінами є приміщення з розмальованою дошкою для бізнес планів і телефоном на підлозі. Спочатку з телефону лине неперекладена мова, а потім звучить пісня японською.

Також в грі повно великодніх яєць, які пов'язані з розробниками:
- На стінах часто зустрічаються великі таблиці «Time Sheet Log». Насправді це список розробників гри.
- Назви деяких терміналів — «Pendleton 2000» і «Pendleton 800 SX Limited Edition». Також один із заводів у грі належить корпорації "Pendleton Machinery CO. Inc. "Бред Пендлетон — провідний програміст гри.
- Імена «Andrew Griffin» і «Longo» можна знайти на обкладинках журналів. Ендрю Гріффін — один з художників гри. Девід Лонго — художник і 3D-координатор.
- Слово «MulKey», написане на сміттєвих баках. Джон Малки — головний дизайнер рівнів.
- Фірма «Gerritzen Electrics», якій належить одна з будівель. Джаред Геррітцен — дизайнер рівнів.
- На терміналах, які відкривають двері є емблема «O-Rorke Computer Systems». Джон О'Рорке — розробник рушія гри.
- Ім'я Кевіна Стівенса — технологічного директора, можна побачити на сміттєвих баках і генераторах енергії.
- На деяких столах є поштові конверти. На них вказано однакову адресу, куди ці листи будуть відправлені — «Monolith Productions 10516 NE 37th Circle Kirkland, WA

98033». Це адреса компанії Monolith — розробників гри.

### Альтернативний сюжет
У фінальній версії гри залишилися явні сліди бета-версії сюжету, який сильно відрізняється від оригінального.
Гра починається з прибуття нового співробітника FEAR до підрозділу, де він проходить курс навчання і знайомиться з Беттерсом, Янковський, Джин і Холідеєм. Головний герой не встигає розписатися в контракті — його терміново викликають на завдання в порт. Там відбувається щось дивне: невідомі вбивають людей, треба з'ясувати ситуацію (жодної згадки про Феттеля до середини гри немає).
Одночасно з військовими в порт проникає приватна охорона «Армахем», яка шукає віце-президента компанії Білла Моді. Їх координує, як пізніше з'ясується, Нортон Мейпс. Військові теж підключаються до пошуку Моді: можливо, він важливий і для них. Проте всі охоронці «Армак Технолоджі» гинуть від рук невідомого супротивника, з яким незабаром зустрічається і спецназ. Головний герой добирається до вбитого Моді. Джин з'ясовує, що над ним попрацював хтось, схожий на людожера. Коли противник відступає, фахівці за останками деяких солдатів з'ясовують, що всі вони — клони, причому в екіпіровці, зробленій в «Армахем Технолоджі».
Майже відразу після цього невідомі захоплюють головний корпус самої корпорації, взявши в заручник кілька сотень людей. Пізніше з'ясується, що більшість з них убиті і скинуті в ліфтові шахти. На місці загибелі зниклого загону «Дельта» не тільки головний герой, але і Джин переживають галюцинації: вона помічає маленьку дівчинку. Холідей, втративши при евакуації Бішопа, вирушає на вертольоті в Оберн охороняти Харлана Уейда. Коли головний герой звільняє Еліс, їй вдається по передавачу зв'язатися з батьком і домовитися про зустріч на старій пивоварні «Червоний кіготь». Еліс утікає туди на своїй машині.
Слідом за нею летить головний герой, але вертоліт збивають, і доводиться самотужки добиратися до групи Холідея. На шляху з'являються значні сили клонів, які полюють за Харланом. Беттерс координує переміщення загону з супутника. Незабаром вдається знайти машину Еліс, але самої дівчини поблизу немає. На пошуки вирушає головний герой. Він приводить її живою і неушкодженою до батька. Поки група чекала вертоліт евакуації, напав Пакстон Феттел і висмоктав мізки у Харлана Уейда — тепер він знає, де Альма. У цей момент в видінні головного героя є Феттел, який говорить, що він отримає владу Альми, якщо також висмокче у неї мізки — відбудеться фінальна «синхронізація».
Тільки після цього військові розуміють, що Пакстон Феттел і є головна проблема. Тепер всі сили кинуті на його упіймання. Мейпс проникає в «Саркофаг», а його наздоганяє сам Феттел і вимагає дістати Альму. Головний герой намагається перешкодити неминучій трагедії. Однак Феттел тисне на братські почуття і жалість до матері — «Саркофаг» відкритий. Втім, у ньому виявляється лише труп Альми, що розлючує Феттела. Мейпс встигає сховатися, і коли Феттел входить у камеру з матір'ю, програміст замикає людожера всередині. Головний герой отримує пораду від Мейпс підірвати «Саркофаг», що він і робить.
В останніх видіннях головний герой бачить, як при народженні Харлан Уейд називає його першим прототипом.

## Багатокористувацька гра
Розрахована на багато користувачів режим гри являє собою тактичний шутер від першої особи (хоррор елементи властивий тільки одиночного режиму гри). Кожен гравець вибирає один із стандартних видів зброї, з яким він з'являється щоразу при респауні.
У грі присутні наступні ігрові режими:
- Deathmatch і SloMo Deathmatch (зі зміненою швидкістю гри);
- Team Deathmatch і SloMo TDM (зі зміненою швидкістю гри);
- Capture The Flag і SloMo CTF (зі зміненою швидкістю гри);
- Conqueror з трьома контрольними точками;
- Conqueror All з п'ятьма контрольними точками. Гра також закінчується в разі захоплення однієї з команд усіх п'яти контрольних точок.

У грі відсутній кооперативний режим, однак фанатами була створена модифікація «Coop Warfare», яка додає в гру можливість спільного проходження спеціально підготовлених рівнів для кооперативної гри.

### F.E.A.R. Combat
17 серпня 2006 року була випущена безкоштовна багатокористувацька версія гри, яку міг завантажити будь-хто. Для неї окремо поширювалися реєстраційні ключі. Гра була випущена на декількох мовах і її підтримка тривала для того щоб зберігати сумісність з володарями повної версії. Однак, у зв'язку з тим що система захисту PunkBuster оновлюється незалежно від гри, у деяких клієнтів була загублена сумісність з захищеними серверами гри. На 19 грудня 2012 GameSpy Industries оголосили про закінчення відкритої програми GameSpy. Ця програма була розроблена, щоб розширити поле розробки ігор, надаючи доступ до послуг GameSpy за низькою ціною або безкоштовно для невеликих незалежних розробників. Отже, багато ігор, які раніше використовували цю послугу, в тому числі FEAR Combat, зустріли проблему, через яку список серверів багатокористувацької гри виявився порожнім. Внаслідок цього, FEAR-COMBAT.RU працював на заміні головного сервера для ПК-версії. FEAR-COMBAT.RU далі продовжував розробляти патчі, який виправляли проблеми, викликані закриттям головного сервера GameSpy і відновлювали функціональність списку серверів, та інші помилки. На сайті можна завантажити та встановити переклад гри на 10 мовами (англійською, іспанською, французькою, чеською, італійською, польською, російською, китайською, японською, німецькою). Перевірка Cd-key була відключена, щоб кожен міг безкоштовно грати і насолоджуватись грою, тепер кожен гравець може сам придумати свій власний особистий Cd-key. Все необхідне можна взяти зареєструвавшись на сайті https://web.archive.org/web/20161104113644/http://www.fear-combat.ru/.

## Розробка

### Анонс
7 травня 2004 року Vivendi Universal анонсували новий шутер від першої особи, над яким працюватиме Monolith Productions. Пізніше стало відомо, що назва розробляється гри — абревіатура «FEAR», розшифровується як «First Encounter Assault Recon».

### Демонстрації
Після анонсу гра була представлена на Electronic Entertainment Expo 2004. У демонстрації були представлені перестрілки з ворожими солдатами, а також хоррор-складова гри. Не було оприлюднено жодної інформації про дату виходу демоверсії, але Vivendi Universal повідомили що реліз заплановано на 2005-й рік. Спочатку рецензентами рушій був помилково прийнятий за відмінний від LithTech, але пізніше Monolith опублікували назву рушія — Lithtech Jupiter Extended.

## Рушій гри
LithTech використовує для гри файли-архіви Arch001, в яких гра використовує не ефекти диму, вогню, вибуху, а відео BIK в яких записані ці ефекти. Рушій просто обрізає області відео і залишає потрібний ефект.
2 серпня 2005 року була анонсована демоверсія гри для персональних комп'ютерів, а також дата виходу гри — 11 жовтня 2005 року. 5 серпня 2005 року вийшла демоверсія однокористувацького режиму гри.

## Додатки та перевидання
Після виходу оригінальної версії гри 18 жовтня 2005 року була випущена режисерська версія ігри. Ця версія включала в себе:
- Гру F.E.A.R. на одному DVD диску
- Коментарі розробників і відео про створення гри
- Короткометражний фільм «Alma Interviews»
- Машиніма PANICS
- Комікс

У 2006 і 2007 році відповідно, для гри було випущено два офіційних доповнення — F.E.A.R. Extraction Point і F.E.A.R. Perseus Mandate, а також випущений збірник для ігрової консолі Xbox 360, що містить ці доповнення. Він отримав назву F.E.A.R. Files.
20 березня 2007 року було випущено «золоте видання» гри, що включало в себе режисерську версію самої гри і доповнення Extraction Point. 6 листопада 2007 року було випущене «платинове видання», яке складалося з двох дисків — «золотого видання» та доповнення Perseus Mandate.